# Élections communales à Anvers
Les élections communales à Anvers se déroulent, comme partout en Belgique, en octobre tous les six ans ; date à laquelle les citoyens-électeurs élisent leurs conseillers communaux au suffrage universel direct.
Dans la Région flamande, dont fait partie Anvers, les conseillers communaux sont élus directement par les citoyens.
Le conseil et le collège sont élus pour une période de six ans.

## Résultats des élections par année

### 2006[1]
| Parti | Parti             | Voix    | %     | +/-     | Sièges  | +/- |
| ----- | ----------------- | ------- | ----- | ------- | ------- | --- |
|       | sp.a              | 99 920  | 35,28 | 15,79 % | 22 / 55 | 10  |
|       | VB                | 94 909  | 33,51 | 0,56 %  | 20 / 55 | 0   |
|       | CD&V-N-VA         | 31 638  | 11,17 | 3,06 %  | 6 / 55  | 1   |
|       | Open Vld - Vivant | 27 476  | 9,70  | 8,80 %  | 5 / 55  | 5   |
|       | Groen             | 13 326  | 4,71  | 6,36 %  | 2 / 55  | 4   |
|       | PVDA              | 5 225   | 1,85  | 0,06 %  | 0 / 55  | 0   |
|       | Autres            | 10 697  | 3,76  | 1,79 %  | 0 / 55  | 0   |
| Total | Total             | 283 191 | 100,0 |         | 55      | 0   |

### 2012[2]
| Parti | Parti       | Voix    | %     | +/-    | Sièges  | +/- |
| ----- | ----------- | ------- | ----- | ------ | ------- | --- |
|       | N-VA        | 102 795 | 37,7  | Nv.    | 23 / 55 | 23  |
|       | sp.a - CD&V | 77 867  | 28,6  | Nv.    | 17 / 55 | 17  |
|       | VB          | 27 824  | 10,2  | 23,3 % | 5 / 55  | 15  |
|       | PVDA        | 21 720  | 8,0   | 6,2 %  | 4 / 55  | 4   |
|       | Groen       | 21 658  | 7,9   | 3,2 %  | 4 / 55  | 2   |
|       | Open Vld    | 15 098  | 5,5   | 4,2 %  | 2 / 55  | 3   |
|       | Autres      | 5 473   | 2,0   | 1,6 %  | 0 / 55  | 0   |
| Total | Total       | 272 435 | 100,0 |        | 55      | 0   |

### 2018[3]
| Parti | Parti    | Voix    | %     | +/-    | Sièges  | +/- |
| ----- | -------- | ------- | ----- | ------ | ------- | --- |
|       | N-VA     | 99 657  | 35,3  | 2,4 %  | 23 / 55 | 0   |
|       | Groen    | 51 055  | 18,1  | 10,2 % | 11 / 55 | 7   |
|       | sp.a     | 32 327  | 11,4  | Nv.    | 6 / 55  | 6   |
|       | VB       | 29 565  | 10,5  | 0,3 %  | 6 / 55  | 1   |
|       | PVDA     | 24 637  | 8,7   | 0,7 %  | 4 / 55  | 0   |
|       | CD&V     | 19 151  | 6,8   | Nv.    | 3 / 55  | 3   |
|       | Open Vld | 15 768  | 5,6   | 0,1 %  | 2 / 55  | 0   |
|       | Autres   | 10 272  | 3,6   | 1,6 %  | 0 / 55  | 0   |
| Total | Total    | 282 432 | 100,0 |        | 55      | 0   |

## Composition du collège du bourgmestre et des échevins par année

### Collège du bourgmestre et des échevins en 2013
| Fonction | Titulaire | Titulaire           | Parti    |
| --- | --------- | ------------------- | -------- |
| Bourgmestre Échevin des Relations extérieures, des Communications, du Logement et de l'Aménagement du territoire |           | Bart De Wever       | N-VA     |
| Échevin des Finances, du Budget, de la Mobilité et du Tourisme                                                   |           | Koen Kennis         | N-VA     |
| Échevin des Loisirs et des Sports                                                                                |           | Ludo Van Campenhout | N-VA     |
| Échevin de l'Éducation et de la Justice                                                                          |           | Claude Marinower    | Open VLD |
| Échevin du Port, de l'Industrie et de l'Emploi                                                                   |           | Marc Van Peel       | CD&V     |
| Échevin de l'Environnement, de la Jeunesse, de la Famille et du Bien-être animal                                 |           | Nabilla Ait Daoud   | N-VA     |
| Échevin des Affaires sociales et de l'Intégration                                                                |           | Fons Duchateau      | N-VA     |
| Échevin d'Économie, de l'Urbanisme et de la Culture                                                              |           | Caroline Bastiaens  | CD&V     |

### Collège du bourgmestre et des échevins en 2019[4]
| Fonction | Titulaire | Titulaire           | Parti    |
| --- | --------- | ------------------- | -------- |
| Bourgmestre Échevin des Relations extérieures, du Patrimoine, des Questions Administratives et des Événements                                                                |           | Bart De Wever       | N-VA     |
| Échevin des Finances, de la Mobilité, des Espaces verts, des Classes moyennes et de la Décentralisation                                                                      |           | Koen Kennis         | N-VA     |
| Échevin de l'Enseignement, de la Jeunesse, de l'Insertion et de l’Intégration.                                                                                               |           | Jinnih Beels        | sp.a     |
| Échevin du Port, du Développement urbain et de l'Aménagement du territoire.                                                                                                  |           | Annick de Ridder    | N-VA     |
| Échevin d'Économie, de l'Emploi, de l'Innovation, de la Numérisation, du Marketing et communication, des Domaine public et litiges                                           |           | Claude Marinower    | Open VLD |
| Échevin de la Culture, de l’Accueil de la petite enfance, du Personnel, des Guichets et de la Coopération au développement.                                                  |           | Nabilla Ait Daoud   | N-VA     |
| Échevin des Affaires sociales, de la Lutte contre la pauvreté, du Développement sociétal, de l'Égalité des chances, de l'Économie sociale, de l'Environnement et des Cultes. |           | Tom Meeuws          | sp.a     |
| Échevin des Sports, du Secteur du diamant, des Marchés et des foires. |           | Ludo Van Campenhout | N-VA     |
| Échevin du Logement, du Patrimoine, du Tourisme, du Bien-être des animaux, de l'Entretien urbain et de quartier, de la Santé et des Soins aux personnes âgées                |           | Fons Duchateau      | N-VA     |